# Angolnaalakúak
Az angolnaalakúak (Anguilliformes) a csontos halak (Osteichthyes) főosztályának sugarasúszójú halak (Actinopterygii) osztályába tartozó rend. 4 alrend és 15 család tartozik a rendhez.
A rendhez tartozó fajok hasi úszói hiányoznak, testük megnyúlt. Áttetsző leptocephalus lárváik a kifejlett állatoktól jelentősen eltérnek. Pikkelyeik nagyon aprók vagy hiányoznak. Úszóhólyagjuk ősi típusú, az előbéllel légjárat köti össze.

## Rendszerezés
A rendbe az alábbi alrendek és családok tartoznak.
- Anguilloidei alrendjébe 6 család tartozik
  - Angolnafélék (Anguillidae)
  - Heterenchelyidae
  - Moringuidae
  - Chlopsidae
  - Murénafélék (Muraenidae)
  - Myrocongridae

- Congroidei alrendjébe 6 család tartozik
  - Colocongridae
  - Tengeri angolnafélék (Congridae)
  - Derichthyidae
  - Muraenesocidae
  - Nettastomatidae
  - Siklóangolna-félék (Ophichthidae)

- Nemichthyoidei alrendjébe 2 család tartozik
  - Szalonkaangolna-félék (Nemichthyidae)
  - Serrivomeridae

- Synaphobranchoidei alrendjébe 1 család tartozik
  - Synaphobranchidae